# Palazzo Ducale (Reggio Emilia)
Il Palazzo Ducale di Reggio Emilia è un edificio in Corso Garibaldi al civico 57-59, a Reggio Emilia. Sorge dirimpetto al tempio della Beata Vergine della Ghiara ed ospita la sede degli uffici della Provincia e della prefettura (chiamati rispettivamente palazzo Salvador Allende e palazzo del Governo).
Venne edificato alla fine del XVIII secolo come sede del governatore di Reggio dove sorgeva in precedenza un monastero. Nel 1814 venne donato dalla città al duca Francesco IV d'Austria-Este e dal 1838 al 1845 subì numerosi interventi da parte dell'architetto neoclassico Pietro Marchelli che gli diede le forme recenti.